# PalaNesima
Il PalaNesima è un palazzetto dello sport di Catania, con una capienza di 6500 posti a sedere. Si trova nel quartiere popolare di Nesima all'interno della Città dello sport di Nesima ed è stato realizzato in previsione dello svolgimento di alcune competizioni delle Universiadi del 1997. 
Dall'anno di realizzazione la struttura ha visto un utilizzo sporadico. Alcuni degli eventi in esso ospitati sono stati di grosso rilievo come per i giochi mondiali militari del 2003 dove la struttura ha visto lo svolgimento delle competizioni in scherma e pentathlon moderno.
Per anni ha versato in uno stato di abbandono e più volte sono stati proposti piani di recupero della struttura nel frattempo devastata da atti vandalici.
Nel 2024 sono stati avviati interventi di ristrutturazione e recupero totale dell'impianto voluti dal Comune di Catania grazie ai fondi comunitari, quasi quindici milioni di euro, del Patto per Catania.
I lavori sono iniziati nel Luglio del 2024 e dovrebbero concludersi tra Marzo e Giugno 2026 secondo il cronoprogramma presentato il 13 Giugno 2024  mediante conferenza stampa da parte del sindaco ed assessore allo sport del Comune.
Nei pressi sorge il parcheggio scambiatore "Nesima", con annesso terminal di alcune linee dell'Azienda Metropolitana Trasporti e Sosta di Catania. Dal 2017 è servito anche dalla fermata omonima della metropolitana, sita in viale Lorenzo Bolano.